# محمدو دیاوارا
محمدو دیاوارا (انگلیسی: Mahamadou Diawara؛ زادهٔ ۱۷ فوریهٔ ۲۰۰۵) بازیکن فوتبال اهل فرانسه است که در حال حاضر برای باشگاه فوتبال المپیک لیون بازی می‌کند. 
وی همچنین در تیم ملی فوتبال زیر ۱۹ سال فرانسه بازی کرده است.